# Сиворд (Пенсилванија)
Сиворд (енгл. Seward) град је у америчкој савезној држави Пенсилванија.

## Демографија
По попису из 2010. године број становника је 495, што је 11 (2,3%) становника више него 2000. године.
| Група             | 2000.       | 2010.       |
| Белци             | 479 (99,0%) | 489 (98,8%) |
| Афроамериканци    | 1 (0,2%)    | 1 (0,2%)    |
| Азијати           | 0 (0,0%)    | 0 (0,0%)    |
| Хиспаноамериканци | 1 (0,2%)    | 1 (0,2%)    |
| Укупно            | 484         | 495         |